# José Luis Crespo Cepeda
José Luis Crespo Cepeda (Valdepeñas, España, 19 de mayo de 1994) es un físico, divulgador científico y youtuber español. Es conocido por su canal Quantum Fracture, donde realiza breves animaciones narradas sobre diversos temas principalmente relacionados con el mundo de la física, que abarcan desde la mecánica cuántica hasta la astrofísica.

## Educación
José Luis Crespo nació en el pueblo manchego de Valdepeñas el 19 de mayo de 1994. Se graduó en Ciencias Físicas por la Universidad Autónoma de Madrid, la cual se ha mantenido estrechamente vinculada a través de colaboraciones con algunos de sus centros de investigación, como el Instituto de Física de la Materia Condensada (IFIMAC) y el Instituto de Física Teórica (IFT UAM-CSIC). Actualmente, trabaja para el Instituto de Física Teórica haciendo una serie de vídeos sobre las líneas de investigación del centro.

## Divulgación científica

Logotipo Quantum Fracture.

Desde su infancia Crespo tuvo gran interés por la ciencia desde sus 14 años gracias a documentales y libros sobre el tema. Por el año de 2013 Crespo  decidió crearse su canal de Youtube Quantum Fracture dedicado a la divulgación científica, inspirado por los youtubers angloparlantes como Derek Muller o MinutePhysics. En él realiza breves animaciones donde trata materias relacionados con el mundo de la física (como el Big Bang, la teoría de la relatividad o la mecánica cuántica) junto con productos de la cultura popular (como series de televisión, películas o videojuegos). Además de física, Crespo ha tratado otro temas como la evolución biológica, la musicología, las criptomonedas, los NFT, el negacionismo del cambio climático y el terraplanismo.

Crespo también ha participado con otros youtubers como Aldo Bartra, Javier Santaolalla, Jaime Altozano y Jordi Wild. En 2018 consiguió llegar a un millón de suscriptores, convirtiéndose en el primer canal de divulgación científica español en conseguir tal cantidad.
En su trayectoria como divulgador, José Luis ha realizado conferencias en universidades y eventos como Afundación, TLP Tenerife, TubeCon, CosmoCaixa, Scenio (Naukas) y Ciencia Jot Down. También ha producido contenido para RTVE y el programa Órbita Laika de TVE.

## Premios
- Premio de Divulgación Científica por el Centro de Física de Partícula (2014)
- Premio de Internet en Divulgación Científica (2018)